# Cagliari Pallavolo 2005-2006

## Risultati
- 14^ in Campionato italiano di pallavolo maschile, retrocessa in Serie A2.

## Rosa
Elenco dei giocatori della Volley Cagliari nella stagione 2005/06.
| Casa | Trasferta | Libero |